# Катастрофа Ан-24 под Керчью
Катастрофа Ан-24 под Керчью — авиационная катастрофа, произошедшая в субботу 13 ноября 1971 года близ Керчи. Авиалайнер Ан-24Б Симферопольского ОАО авиакомпании «Аэрофлот» завершал плановый внутренний рейс Н-639 по маршруту Симферополь — Керчь, но при заходе на посадку в Керченском аэропорту лайнер вошёл в густой туман. Из-за тумана экипаж был дезориентирован, а вскоре лайнер врезался в провода ЛЭП, а далее в кирпичный склад, при этом разрушившись. Погибли 6 человек на борту из 11 — 5 пассажиров и 6 членов экипажа, выжили 5.

## Самолёт
Ан-24Б с бортовым номером 46378 (заводской — 07306101) был выпущен заводом Антонова 30 апреля 1970 года. Всего на момент катастрофы авиалайнер имел в общей сложности 3020 часов налёта и 2388 посадок.

## Катастрофа
13 ноября 1971 года в 07:39 МСК рейс Н-639 с 6 пассажирами и 5 членами экипажа (включая сопровождающего милиционера) вылетел из Симферопольского аэропорта, а рейс выполнял Ан-24Б борт СССР-46378, летящий из Симферополя в Керчь, после набора высоты лайнер занял эшелон полёта 2400 метров, а полёт проходил в простых погодных условиях. Пилотировал его экипаж, командиром (КВС) которого был Н. Ф. Митринга. 
В 07:58 экипаж связался с диспетчером местных воздушных линий в аэропорту Керчь и получил от него указания, что посадка будет осуществляться по курсу 250°, а также условия снижения, давление аэродрома и метеоданные (тихо, нижняя граница облаков 150 метров, видимость на ВПП — 1500 метров). Далее диспетчер дал разрешение на снижение и заход по ОСП. Экипаж подтвердил получение информации. В 08:06 авиалайнер вышел к третьему развороту, после чего экипаж левым доворотом со снижением до высоты 400 метров вышел в район ДПРМ и начал выполнять заход на посадку по установленной схеме. В 08:16 с самолёта доложили о выполнении четвёртого разворота на высоте 500 метров, а в 08:17 — о входе в глиссаду и готовности к посадке. В 08:18 диспетчер сообщил экипажу о пролёте ДПРМ. Экипаж подтвердил получение информации. Больше самолёт на связь не выходил и на вызовы не отвечал.
В 7 километрах от торца полосы авиалайнер находился на высоте 300 метров, а ДПРМ пролетел на высоте 200 метров. Затем в 30 секунд экипаж начал снижаться с вертикальной скоростью 6 м/с при поступательной 215—230 км/ч, что превышало рекомендуемые значения. Через 25 секунд после пролёта ДПРМ, когда самолёт уже вошёл в густой утренний туман, экипаж, не видя наземных ориентиров, начал выводить самолёт из снижения. При этом авиалайнер был на малой относительной высоте и на 10—20 метров выше уровня ВПП. В 08:19 в 2610 метрах от торца полосы в 62 метрах левее её оси и на 17 метров ниже её уровня, Ан-24 на скорости 220 км/ч врезался в 10-метровый столб силовой электролинии, а затем в крышу кирпичного склада, после чего разрушился и загорелся, основная часть обломков лежала на просёлочной дороге окраины села Войково.
На месте падения были найдены выжившими второй пилот и пять пассажиров. На земле жертв не было. Через 13 дней второй пилот от ран умер в больнице. Всего в катастрофе погибли 6 человек: весь экипаж, пассажир и сопровождающий милиционер.

## Причина
Преждевременное снижение ниже глиссады между ДПРМ и БПРМ вследствие ошибок экипажа, выразившихся в завышении вертикальной скорости снижения и нечёткого взаимодействия между членами экипажа по сличению показаний высотомеров, в сочетании с возможным завышением показаний барометрических высотомеров из-за инструментальных и аэродинамических погрешностей и их рассогласованием в показаниях высоты.
Сопутствующие факторы:
1. Отсутствие на аэродроме наземных средств дополнительного контроля траектории снижения при заходе на посадку по ОСП.
2. Неиспользование экипажем сигнализатора опасных высот или его отказ.
3. Локальный туман, не позволивший экипажу визуально определить фактическую высоту полета и принять меры для прекращения снижения.
4. Отсутствие информации о локальном тумане у экипажа.

— 